# Крауялис, Антанас
Антанас Крауялис (25 октября 1928, деревня Канюкай Утянского уезда — 17 марта 1965, деревня Папишкес Утянского района) — участник послевоенного антисоветского движения в Литве; один из последних литовских «лесных братьев».

## Биография
Учился в прогимназии в городке Алунта (Утянский уезд), которую окончил в 1946 году. В 1946—1947 гг. Крауялис действовал в качестве партизанского связного, имел пистолет. Однако, из-за постоянного преследования, предложений стать агентом и выдать партизан, больше не смог оставаться дома и осенью 1948 года ушел в лес.
Взял прозвище Пабайса (Pabaisa, «Страшилище»), входил в отряд «Лепос» (Liepos, «Пламени») округа Витаутаса под руководством Миколаса Урбонаса.
В 1949 и 1950, как представитель восточной Аукштайтии, отправлялся на встречи с дзукийскими партизанами для установления связей. В 1950 году Крауялис перешел в отряд «Лютас» (Liūtas, «Лев») Генрикаса Рушкулиса (Henrikas Ruškulis) в районе Жеручё, действовавшего в районах Утяны, Молетай и Аникщяй.
Позже стал членом штаба округа и взял прозвище Сяубунас (Siaubūnas, «Чудовище»). 1952 год оказался трагическим для партизан — многие из членов отряда были убиты, был схвачен командир отряда. В 1954 году Крауялис — Сяубунас остался один.
Жил в деревне Папишкес Утянского района, в жилом доме свояка Антанаса Пинкявичюса (Antanas Pinkevičus), оборудовав под печью тайник. 17 марта 1965 г., во время операции, которой руководил Нахман Душанский (Nachmanas Dušanskis), Крауялис был застрелен в этом доме, перед тем он уничтожил документы[уточнить]. Его тело было отправлено в Утену. Акт опознания был подписан младшим лейтенантом КГБ Марионасом Мисюконисом. Где были скрыты останки А. Крауялиса долгое время не было известно. 
19 июня 2019 года останки Крауялиса были обнаружены и идентифицированы на Вильнюсском кладбище Нашлайчю. 19 октября 2019 г. торжественно перезахоронен на Антакальнисском кладбище в квартале, где похоронены офицеры Литовской армии.

### Семья
А. Крауялис имел шесть сестер (две из них были партизанскими связными). По поводу Крауялиса все члены его семьи подвергались допросам и преследованию. Его родители и сёстры были дважды сосланы.
В 1955 году женился на Янине Снукишките (Janina Snukiškytė), родился сын Антанас. Янина была арестована, и отбыла тюремный срок, в это время сын рос в детском доме. После возвращения из тюрьмы право на опеку над сыном восстановила через суд.

## Убийства

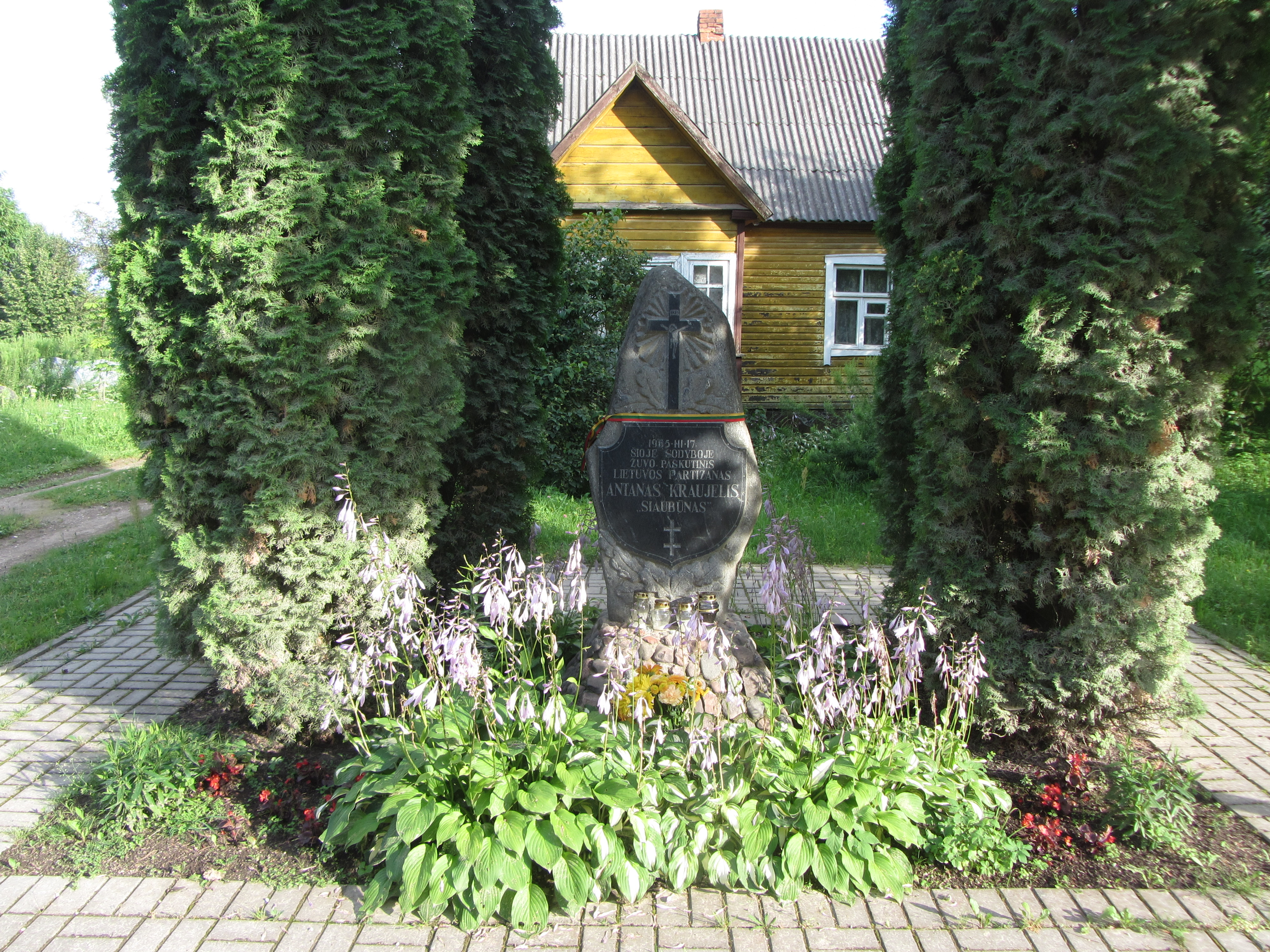
Мемориал А. Крауялису у дома, где он погиб

В заведённом на А. Крауялиса в 1964 году в КГБ СССР уголовном деле имелись обвинения в грабежах и убийствах 11 человек, убитых им или при его участии. Некоторые из этих убийств не вызывают сомнений: например, 5 ноября 1949 г. в деревне Папишкес Молетского района А. Крауялис и М. Урбонас, подозревая, что помощники повстанцев Пранас и Леокадия Гечясы выдали сотрудникам МГБ партизанское убежище, убили Гечясов в присутствии их несовершеннолетних детей. Также, в других эпизодах, 8-летнюю девочку, других гражданских лиц.
Эти и другие обвинения А. Крауялиса стали широко распространены в литовских СМИ в статье Ванды Заборскайте, Алоизаса Сакаласа и Юргиса Юргялиса, после того, как в ноябре 2009 года в Паневежская окружная прокуратура передала в суд дело об убийстве (в котором предполагается геноцид) А. Крауялиса, в отношении четырех лиц бывшей литовской милиции и КГБ, которые участвовали в операции по аресту Крауялиса: бывшему начальнику Утянского отдела КГБ С. Тихомирову, Марионасу Мисюконису (первый министр внутренних дел после восстановления независимости), ещё двум жителям Литвы.
Само дело от убийстве повстанца было начато в 1998 г. В результате следствия прокуроры установили 10 лиц (шестерых из обвиняемых уже не было в живых), которые, будучи должностными лицами советских правоохранительных структур, боровшихся с бандитизмом, «осуществляли геноцид и в ходе активного вооружённого нападения способствовали гибели партизана». Данное обвинение, по существующим законам, предусматривает лишение свободы от 5 до 20 лет или пожизненное заключение. Сам М. Мисюконис утверждает что А. Крауялис застрелился сам, перед этим случайно убив хозяина дома, где скрывался, и ранив двух милиционеров. Перед гибелью с ним вели переговоры о сдаче. В 2016 году Верховный суд Литвы оправдал М. Мисюкониса, так как нет основания его действия квалифицировать как геноцид.
Литовские историки не признают убийства Крауялисом гражданских людей, и приводят свои аргументы, что советские репрессивные структуры приписали Крауялису преступления других лиц и, даже, совершённые сотрудниками НКВД. Раздаются призывы начать повторное рассмотрение деятельности и борьбы А. Крауялиса—Сяубунаса.
Контраверсии тщательно расследовал и оценил Центр исследования геноцида и сопротивления Литвы (ЦИГРЖЛ), рассмотрев архивные и другие данные, и пришёл к выводу, что нет никаких доказательств того, что А. Крауялис убивал мирное население.

## Награды
- 13 июня 1992 года, по инициативе Утенского отделения союза политических заключенных и эмигрантов, у дома, где был убит А. Крауялис, был торжественно открыт и освящён мемориальный камень, на котором высечена надпись V. Giedraičio.
- 17 декабря 1997 года — присвоен правовой статус военного добровольца (посмертно).
- 22 мая 1998 года — награждён большим Орденом Креста Витиса III степени.
- 10 июня 1998 года — получил звание старший лейтенант.
- С 2006 года в Утяне организуется международный молодёжный бейсбольный турнир памяти А. Крауялиса.